# Yameo
Cet article possède des paronymes, voir Yame (paronymie).
Le yameo est une langue amérindienne de la famille des langues peba-yaguanes parlée en Amazonie péruvienne, dans la région de Loreto.
La langue est éteinte.

## Classification
Le yameo était parlé à l'Est du Río Tigre, un affluent du Marañón. Il appartenait à la famille des langues peba-yaguanes.

## Vocabulaire
Bien qu'éteint, le yameo nous est connu par exemple par un vocabulaire publié par Loukotka (1968).
Exemples du vocabulaire de Loukotka de 1968 :
| français | Loukotka     |
| -------- | ------------ |
| tête     | wi-náto      |
| dent     | wi-é         |
| soleil   | natéra       |
| un       | pwitér       |
| deux     | narámue      |
| trois    | pwiterorineo |